# Maxim Alexandrowitsch Suchanow

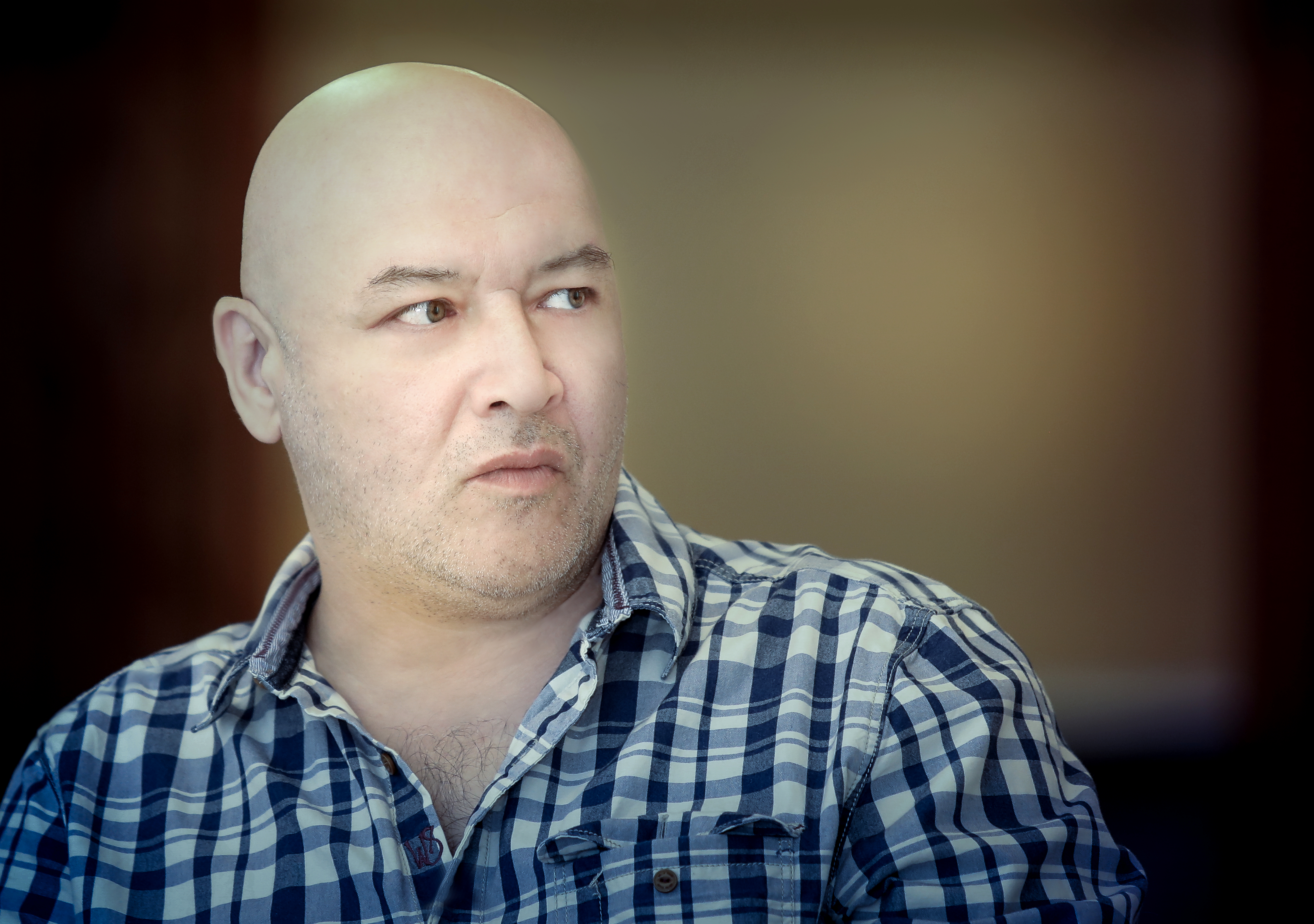
Maxim Alexandrowitsch Suchanow (2017)

Maxim Alexandrowitsch Suchanow (russisch Максим Александрович Суханов, wiss. Transliteration Maksim Aleksandrovič Suchanov; * 10. November 1963 in Moskau, RSFSR, Sowjetunion) ist ein russischer Theater- und Filmschauspieler.

## Leben
Suchanow absolvierte 1985 die Schtschukin-Theaterhochschule. Seit seinem Abschluss 1985 ist er als Schauspieler am staatlichen, akademischen Theater Wachtangow tätig. Weitere Engagements übernahm er am Lenkom Theater, dem Stanislavsky Theater und dem Majakowski-Theater. 1996 und 2001 wurde er mit dem Staatspreis der Russischen Föderation ausgezeichnet. Seit Mitte der 1980er Jahre ist er als Filmschauspieler tätig.

## Filmografie
- 1986: Tikhaya zastava (Тихая застава)
- 1986: Odinokiy avtobus pod dozhdyom (Одинокий автобус под дождём) (Fernsehfilm)
- 1987: Eine Sache der Ehre (Chest imeyu/Честь имею)
- 1995: Limita (Лимита)
- 1997: My First Teacher (Uchitelnitsa pervaya moya/Учительница первая моя)
- 1998: Country of the Deaf (Strana glukhikh/Страна глухих)
- 1998: Natasa (Наташа)
- 1998: All Red (Pan ili propal/Пан или пропал) (Fernsehserie)
- 1999: Mommy (Mama/Мама)
- 2000: Zhenshchin obizhat ne rekomenduetsya (Женщин обижать не рекомендуется)
- 2000: 24 chasa (24 чaса)
- 2003: Teatralnyy roman (Театральный роман) (Fernsehfilm)
- 2004: The Goddess: How I Fell in Love (Boginya: kak ya polyubila/Богиня: как я полюбила)
- 2004: The Children of Arbat Street (Deti Arbata/Дети Арбата) (Fernsehserie)
- 2006: Love Signs (Znaki lyubvi/Знаки любви)
- 2006: Moscow Mission (Obratnyy otschet/Обратный отсчет)
- 2007: 20 Cigarettes (20 sigaret/20 сигaрет)
- 2009: Dark Planet: The Inhabited Island (Obitaemyy ostrov/Обитаемый остров)
- 2009: Dark Planet: Rebellion (Obitaemyy ostrov. Skhvatka/Обитаемый остров. Схватка)
- 2009: The Man Who Knew Everything (Chelovek, kotoryy znal vsyo/Челoвек, кoтoрый знaл всё)
- 2010: Die Sonne, die uns täuscht – Der Exodus (Utomlennye solntsem 2/Утомленные солнцем 2)
- 2010: Moscow, I Love You (Moskva, ya lyublyu tebya!/Москва, я люблю тебя!)
- 2011: Target – Die Zone ewiger Jugend (Mishen/Мишень)
- 2011: Boris Godunov (Борис Годунов)
- 2011: Burnt by the Sun 2 (Utomlennye solntsem 2/Утомленные солнцем 2) (Mini-Serie)
- 2012: Empire – Krieger der goldenen Horde (Orda/Орда)
- 2012: Winter of the Dead. Meteletsa (Zima mertvetsov. Metelitsa/Зима мертвецов. Метелица)
- 2013: Rol (Роль)
- 2014: Kuprin. Vpotmakh (Куприн. Впотьмах) (Mini-Serie, 4 Episoden)
- 2016: Viking (Викинг)
- 2017: Tri sestry (Три сестры)
- 2017: Myths (Mify/Мифы)
- 2018: The Last Man from Atlantis (Posledniy chelovek iz Atlantidy/Последний человек из Атлантиды) (Sprechrolle)
- 2019: Dark like the Night. Karenina-2019. (Темная как ночь. Анна Каренина) (Kurzfilm)
- 2019: Through the Black Glass (Skvoz chyornoe steklo/Сквозь чёрное стекло)
- 2019: The Wizard (Volshebnik/Волшебник)
- 2020: One Breath (Odin vdokh/Один вдох)
- 2020: Masha (Маша)
- 2020: Hypnosis (Gipnoz/Гипноз)
- 2021: Swamp (Topi/Топи) (Fernsehserie, Episode 1x01)
- 2021: The North Wind (Severnyy veter/Северный ветер)